# Чембулатов Михайло Андрійович
Михайло Андрійович Чембулатов (1897, село Стандрово Тамбовської губернії, тепер Мордовія, Російська Федерація — 10 січня 1977, село Стандрово Теньгушевського району Мордовської АРСР, тепер Мордовія, Російська Федерація) — радянський діяч, голова ЦВК Мордовської АРСР, голова Президії Верховної Ради Мордовської АРСР. Депутат Верховної Ради Російської РФСР 1-го скликання. Депутат Верховної Ради СРСР 1—2-го скликань.

## Біографія
Народився в селянській родині.
У 1916—1918 роках — у російській армії. Учасник Першої світової війни.
У 1918—1921 роках служив у Червоній армії.
У 1930—1933 роках — голова колгоспу села Стандрово, заступник голови правління Теньгушевської районної кооперативної сільгоспспілки (колгоспспілки) Мордовської АРСР.
Член ВКП(б) з 1931 року.
У 1933—1937 роках — голова Стандровської сільської ради Теньгушевського району Мордовської АРСР.
У 1937 році — заступник голови виконавчого комітету Теньгушевської районної ради Мордовської АРСР.
У вересні 1937 — липні 1938 року — голова Центрального виконавчого комітету Мордовської АРСР.
У липні 1938 — 1947 року — голова Президії Верховної Ради Мордовської АРСР.
У 1947—1950 роках — директор Кочемировського спиртового заводу Мордовської АРСР.
З 1951 року — голова виконавчого комітету Стандровської сільської ради Теньгушевського району Мордовської АРСР.
Потім — на пенсії в селі Стандрово Теньгушевського району Мордовської АРСР.

## Нагороди
- орден Трудового Червоного Прапора
- орден Червоної Зірки
- медалі